# Іні (Рудсар)
Іні (перс. ايني) — село в Ірані, у дегестані Шуиїл, у бахші Рахімабад, шагрестані Рудсар остану Ґілян. За даними перепису 2006 року, його населення становило 146 осіб, що проживали у складі 32 сімей.

## Клімат
Середня річна температура становить 7,67 °C, середня максимальна – 23,30 °C, а середня мінімальна – -8,87 °C. Середня річна кількість опадів – 322 мм.
| Клімат поселення                              | Клімат поселення | Клімат поселення | Клімат поселення | Клімат поселення | Клімат поселення | Клімат поселення | Клімат поселення | Клімат поселення | Клімат поселення | Клімат поселення | Клімат поселення | Клімат поселення | Клімат поселення |
| Показник                                      | Січ.             | Лют.             | Бер.             | Квіт.            | Трав.            | Черв.            | Лип.             | Серп.            | Вер.             | Жовт.            | Лист.            | Груд.            |                  |
| Середній максимум, °C                         | 1,42             | 2,13             | 4,47             | 11,42            | 16,58            | 20,68            | 23,30            | 23,15            | 19,37            | 14,83            | 9,26             | 4,27             |                  |
| Середня температура, °C                       | −3,73            | −3,02            | −0,69            | 6,29             | 11,44            | 15,52            | 18,62            | 18,50            | 14,69            | 10,17            | 4,60             | −0,4             |                  |
| Середній мінімум, °C                          | −8,87            | −8,16            | −5,83            | 1,13             | 6,30             | 10,37            | 13,96            | 13,82            | 10,03            | 5,49             | −0,07            | −5,05            |                  |
| Норма опадів, мм                              | 29               | 35               | 57               | 46               | 39               | 11               | 9                | 6                | 7                | 22               | 29               | 32               |                  |
| Середньомісячна швидкість вітру, м/с          | 1.93             | 2.53             | 2.62             | 3.02             | 2.60             | 2.26             | 2.26             | 2.16             | 1.91             | 2.11             | 2.21             | 2.03             |                  |
| Середньомісячна сонячна радіація, кДж/м²·день | 8078             | 10585            | 12968            | 17036            | 21137            | 24426            | 24674            | 21977            | 18387            | 13249            | 9656             | 7721             |                  |
| --------------------------------------------- | ---------------- | ---------------- | ---------------- | ---------------- | ---------------- | ---------------- | ---------------- | ---------------- | ---------------- | ---------------- | ---------------- | ---------------- | ---------------- |
| Джерело:                                      |                  |                  |                  |                  |                  |                  |                  |                  |                  |                  |                  |                  |                  |